# Oxid de mercur (II)
Oxidul de mercur (II), cunoscut și sub denumirea de oxid mercuric, este un compus binar al mercurului cu oxigenul și are formula chimică HgO. Acesta este solid în condiții normale de temperatură și presiune, având o culoare roșie spre portocalie.

## Istorie
În 1774, Joseph Priestley  a descoperit se eliberează oxigen în timpul descompunerii oxidului mercuric. 
Acesta se poate descompune termic conform următoarei ecuații: 
2HgO → 2Hg + O₂

## Sinteză

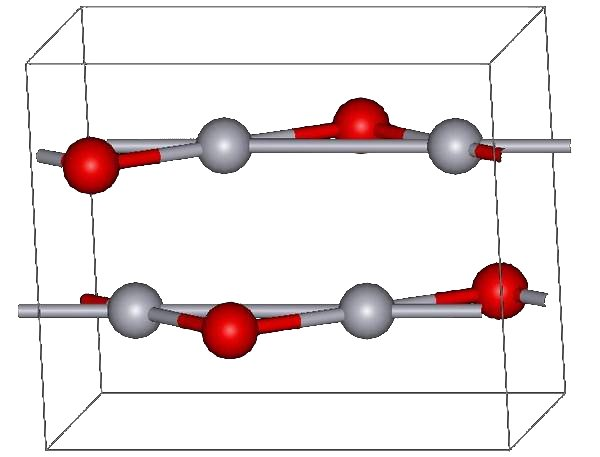
Structura montroiditului (atomii roșii sunt de oxigen)

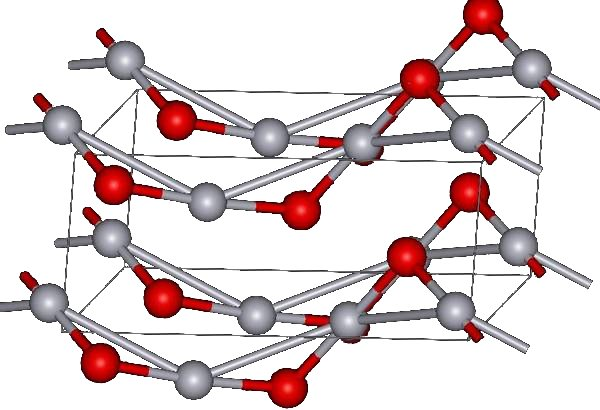
Structura cinabrului

Forma roșiatică a compusului poate fi fabricată prin încălzirea mercurului în oxigen la aproximativ 350 °Celsiu, sau prin piroliza azotatului de mercur (II) (Hg(NO3)2)  Forma galbenă poate fi obținută prin precipitarea ionilor de Hg2+ cu alcali.  Diferența de culoare este datorată mărimii particulelor, dar amândouă formele au aceeași structură. 